# Sibila (proročica)
Sibila je riječ koja označuje proročicu. Riječ je došla iz starogrčkog σίβυλλα (sibylla) što znači proročica. Prije su bile vezane uz jedno svetište, kao Delfi ili Pessinos, gdje su proricale pod utjecajem božanstava, izvorno kod htonskih božanstava. Poslije su lutale od naselja do naselja. Homer ih ne spominje, a prvi znani grčki autor koji ih poznaje u svojim djelima je Heraklit.
Mnoštvo je sibila prema zemljopisnom kriteriju. To su: perzijska, hebrejska, libijska, delfijska, kimerijska, eritrejska, samijska, kumska (iz Cumae), helespontska, frigijska, tiburska i dr.